# هنرمند میم

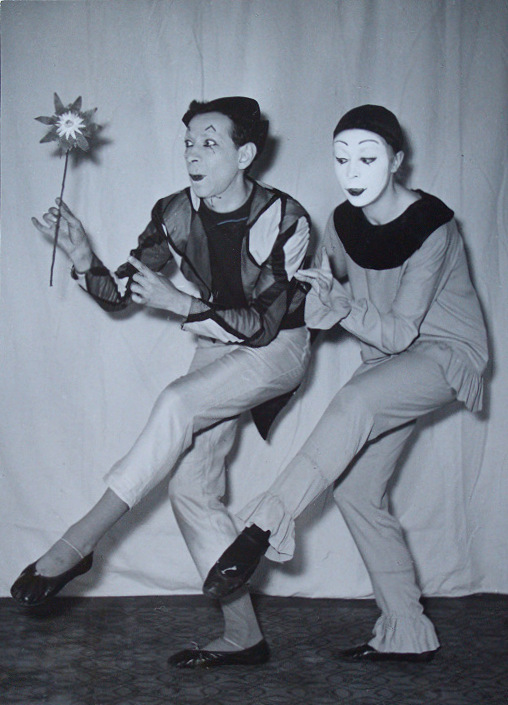
هنرمندان میم ژان سوبیران و بریژیت سوبیران در سال ۱۹۵۰ میلادی

برای دیگر کاربردها پانتومیم (ابهام‌زدایی) را ببینید.
هنرمند میم یا فقط میم یا اداباز (از یونانی: μῖμος، میموس، به معنی: «مقلد، بازیگر») فردی است که از میم (ادا یا تقلید) به عنوان رسانهٔ نمایشی یا به عنوان هنر اجرا استفاده می‌کند. تقلید شامل نمایش یک داستان از طریق حرکات بدن، بدون استفاده از گفتار است. در زمان‌های قبل، در زبان انگلیسی، معمولاً به چنین مجری به عنوان مامر (Mummer) گفته می‌شد. ادابازی از کمدی صامت که در آن هنرمند شخصیتی را در یک فیلم یا نمایش هجو کوتاه، بدون صدا بازی می‌کند، متمایز می‌شود.
ژاک کوپو که به شدت تحت تأثیر کمدیا دلآرته و تئاتر نو ژاپنی قرار گرفته بود، در آموزش بازیگران خود از ماسک استفاده می‌کرد. شاگرد او اتین دکرو بسیار تحت تأثیر این موضوع قرار گرفت، شروع به کاوش و توسعهٔ امکانات میم کرد و میم بدنی را به شکلی بسیار تندیس‌وار تبدیل کرد و آن را خارج از قلمرو طبیعت‌گرایی قرار داد. ژاک لکوک با روش‌های آموزشی خود کمک قابل توجهی به توسعهٔ میم و تئاتر فیزیکال کرد. در نتیجه، تمرین میم از سال ۲۰۱۷ میلادی در فهرست میراث فرهنگی ناملموس در فرانسه گنجانده شده‌است.

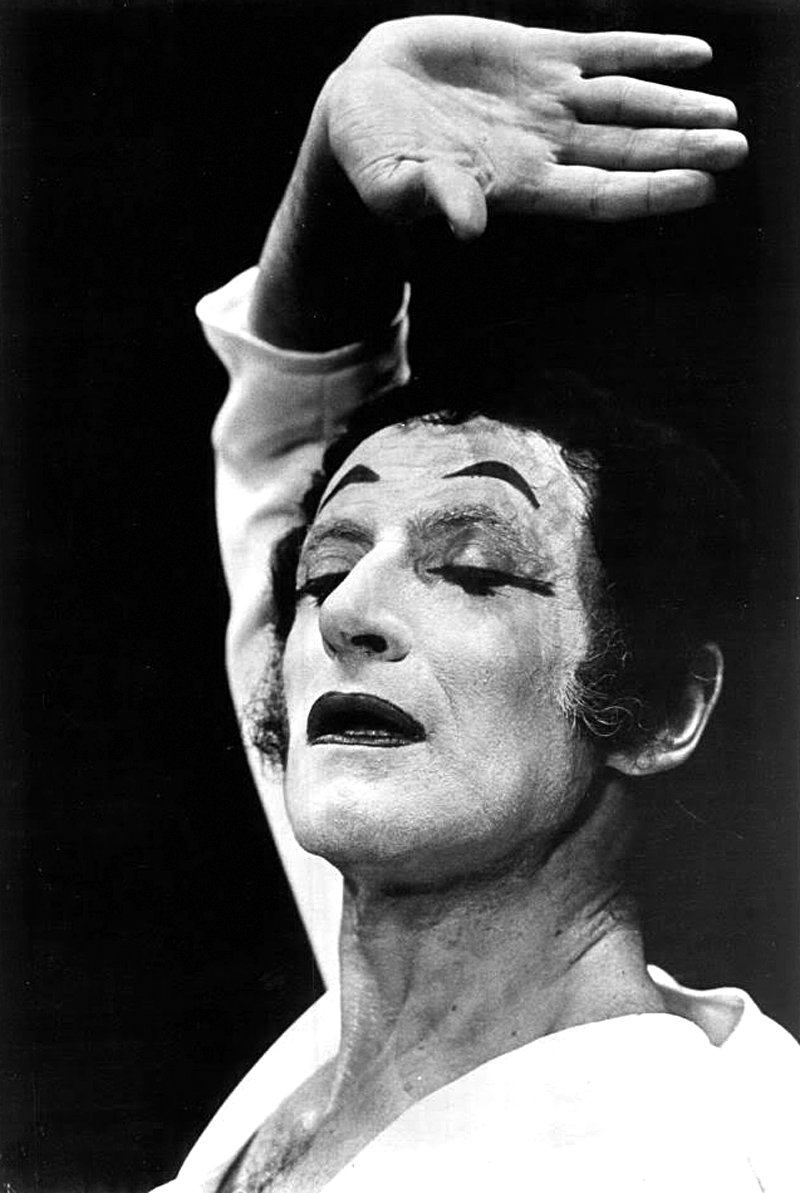
«مارسل مارسو» هنرمند میم نامدار فرانسوی در سال ۱۹۷۱ میلادی

## تاریخچه

### یونان و روم باستان
نوشتارهای اصلی: کمدی یونان باستان و تئاتر روم باستان، کمدی رومی
اجرای میم در ابتدایی‌ترین زمان خود در یونان باستان آغاز شد. این نام از یک رقصندهٔ نقابدار به نام پانتومیموس گرفته شده‌است، اگرچه اجراها لزوماً بی‌صدا نبودند.
اولین میم ثبت شده تلستِس (Telestēs) در نمایشنامهٔ مخالفان هفت‌گانهٔ تِب اثر آیسخولوس بود. میم تراژیک توسط پولادِس (Puladēs) از کیلیکا ساخته شد. میم کمیک توسط باتولوس (Bathullos) از اسکندریه ساخته شد.
میم (میموس) جنبه‌ای از تئاتر رومی از زمان‌های اولیهٔ آن بود، که در بداهه‌پردازی‌اش (اگر بدون شخصیت‌های کلیشه‌ای بود) به موازات لوده‌گری آتلان بود. این امر به تدریج شروع به جایگزینی آتلانائه به عنوان میان‌پرده‌ها [امبولیوم] یا پی‌نوشت‌ها [اکسودیوم] در صحنه‌های اصلی تئاتر کرد؛ و تنها رویداد دراماتیک در جشن فلورالیا در سدۀ دوم پیش از میلاد شد؛ و در سدۀ بعد پیشرفت‌های فنی را به دست پوبلیوس سیروس و دسیموس لابریوس دریافت کرد.
میم تحت امپراتوری با ثروت‌های مختلط در زمان امپراطوران مختلف به درام غالب رومی تبدیل شد، تراژان هنرمندان میم را تبعید کرد؛ کالیگولا از آنها حمایت می‌کرد؛ مارکوس آئورلیوس آن‌ها را کاهن آپولون کرد. خود نرون یک بازیگر میم بود.
میم به دلیل نداشتن نقاب و حضور بازیگران زن و مرد از دیگر درام‌ها متمایز شد. شخصیت‌های کلیشه‌ای شامل نقش راهبر (یا آرشیمیموس[آ])، دلقک یا احمق‌ها، و ژیگول، یا عابد زناکار بودند.

### اروپای قرون وسطی
در اروپای قرون وسطی، شکل‌های اولیۀ میم مانند نمایش‌ مومرها و نمایش‌های-ابلهانۀ بعدی تکامل یافتند. در اوایل پاریسِ سدۀ نوزدهم میلادی، ژان-گاسپار دبورو ویژگی‌های بسیاری را که در دوران مدرن شناخته شده‌اند، تثبیت کرد — فیگور خاموش با چهرۀ سفید.

### در تئاتر غیر-غربی

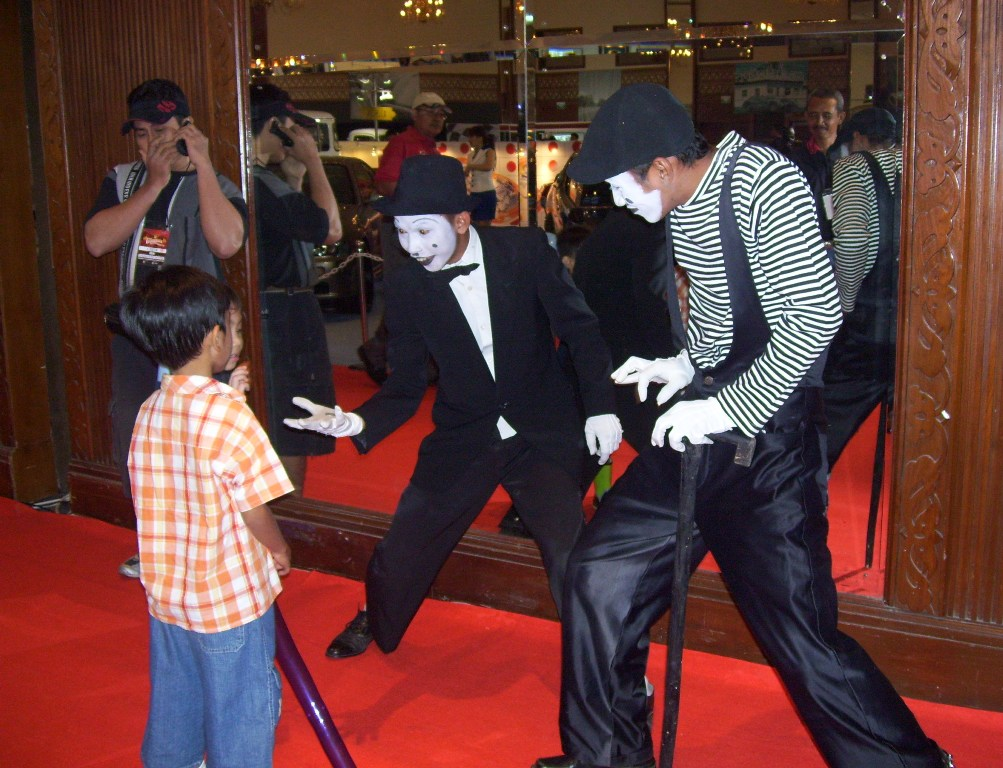
دو هنرمند میم در حال بازی با کودکان در اندونزی.

نمایش‌های مشابهی در سنت‌های نمایشی تمدن‌های دیگر مشهود است. تئاتر موزیکال کلاسیک هند، اگرچه اغلب به اشتباه «رقص» نامیده می‌شود، گروهی از فرم‌های نمایشی است که در آن اجراکننده روایتی را از طریق ژست‌های تلطیف‌شده، مجموعه‌ای از موقعیت‌های دست، و میم‌ها، توهمات و مناظر مختلف نمایش می‌دهد. تلاوت، موسیقی و حتی ضربات پا گاهی اوقات با اجرا همراه است. ناتیا شاسترا، رساله‌ای باستانی دربارۀ تئاتر توسط بهاراتا مونی، به اجرای بی‌صدا یا موکابینایا اشاره می‌کند. در کاتاکالی، داستان‌هایی از حماسه‌های هندی با حالات چهره، علائم دست و حرکات بدن بیان می‌شود. اجراها با آهنگ‌هایی همراه می‌شوند که داستان را روایت می‌کنند در حالی که بازیگران صحنه را بازی می‌کنند و به دنبال آن جزئیات بازیگر بدون پشتوانۀ پس‌زمینۀ آهنگ روایی ارائه می‌شود. سنت نو ژاپنی به دلیل استفاده از ماسک و سبک اجرای بسیار فیزیکی، تأثیر زیادی بر روی بسیاری از متخصصین میم و تئاتر معاصر از جمله ژاک کوپو و ژاک لکوک گذاشته است. بوتو، اگرچه اغلب به عنوان یک فرم رقص شناخته می‌شود، ولی توسط متخصصین مختلف تئاتر نیز پذیرفته شده است.